# Парламентские выборы в Литве (2000)
Парламентские выборы в Литве 2000 года состоялись 8 октября.

## Предвыборная кампания
В выборах по партийным спискам приняли участие 1180 кандидатов от 3 коалиций и 12 партий. За 71 мандат по одномандатным округам боролись около 700 кандидатов от 3 коалиций и 20 партий, а также независимых.
Основным вопросом избирательной кампании стали тяжёлое положение литовской экономики и безработица. Правящий Союз Отечества перед выборами объявил о продолжении своей жёсткой бюджетной и фискальной политики. Главным оппонентом консерваторов стал Социал-демократический союз Альгирдаса Бразаускаса, коалиция бывшего президента Литвы, объединившая две крупнейшие левые партии страны (Демократическая партия труда Литвы и Литовская социал-демократическая партия), а также женскую партию Новая демократия бывшего премьер-министра Казимеры Прунскене и Союз русских Литвы. На выборы левоцентристская коалиция шла под лозунгами увеличения социальных расходов и снижения налогов.
Сокрушительное поражение на выборах правящего консервативного Союза Отечества и его союзников христианских демократов показало, что литовские избиратели возлагают вину за экономический спад и высокий уровень безработицы на правительство с его курсом на стабилизацию республиканского бюджета в рамках подготовки к вступлению в Европейский Союз и НАТО. Евроинтеграция и присоединие к Северо-атлантическому альянсу были поддержаны всеми основными партиями страны, но некоторые из них подвергли власть критике за увеличение расходов на оборону до 2 % от ВВП, уровень, рекомендованный для вступления в НАТО.
Результаты выборов показали, что литовский электорат качнулся влево. Первые два места на выборах по многомандатному округу заняли коалиция социал-демократов и левоцентристский Новый союз во главе с бывшим заместителем Генерального прокурора Артураса Паулаускаса, за них свои голоса отдали более половины избирателей, пришедших на выборы. Третье место досталось правоцентристскому Союзу либералов Литвы, лидером которого был популярный мэр Вильнюса и бывший премьер-министр Роландас Паксас. Партии правящей коалиции получили голосов в три раза меньше чем на предыдущих выборах, при этом христианские демократы впервые в своей истории не смогли преодолеть заградительный барьер.
На выборах по одномандатным округам правящую коалицию также ждал разгром. Так Союз Отечества победил всего в одном округе, при этом потерпели поражения в своих избирательных округах премьер-министр Андрюс Кубилюс и ещё несколько министров. Всего консерваторы и христианские демократы на голосовании в округах получили в 6 раз меньше голосов чем четырьмя годами ранее. Победителем в результате стала социал-демократическая коалиция, победившая в 23 округах. Удачно выступили и либералы Паксаса, завоевав 18 мандатов, благодаря чему смогли обойти по количеству мест в Сейме социал-либералов Паулаускаса, взявших всего 11 округов.

## Результаты выборов
| Партии | Оригинальное название                                                                        | Голоса    | %     | Места      | Места      | Места |
| Партии | Оригинальное название                                                                        | Голоса    | %     | По спискам | По округам | Всего |
| --- | -------------------------------------------------------------------------------------------- | --------- | ----- | ---------- | ---------- | ----- |
| Социал-демократическая коалиция Альгирадаса Бразускаса лит. Algirdo Brazausko socialdemokratinė koalicija | Демократическая партия труда Литвы                                                           | 457 294   | 31,08 | 12         | 14         | 26    |
| Социал-демократическая коалиция Альгирадаса Бразускаса лит. Algirdo Brazausko socialdemokratinė koalicija | Литовская социал-демократическая партия                                                      | 457 294   | 31,08 | 12         | 7          | 19    |
| Социал-демократическая коалиция Альгирадаса Бразускаса лит. Algirdo Brazausko socialdemokratinė koalicija | Новая демократия                                                                             | 457 294   | 31,08 | 1          | 2          | 3     |
| Социал-демократическая коалиция Альгирадаса Бразускаса лит. Algirdo Brazausko socialdemokratinė koalicija | Союз русских Литвы                                                                           | 457 294   | 31,08 | 3          | 0          | 3     |
| Союз либералов Литвы                                                                                      | лит. Lietuvos liberalų sąjunga                                                               | 253 823   | 17,25 | 16         | 18         | 33    |
| Новый союз (социал-либералы)                                                                              | лит. Naujoji sąjunga (socialliberalai)                                                       | 288 895   | 19,64 | 18         | 11         | 28    |
| Союз Отечества (консерваторы Литвы)                                                                       | лит. Tėvynės sąjunga (Lietuvos konservatoriai)                                               | 126 850   | 8,62  | 8          | 1          | 9     |
| Христианско-демократический союз                                                                          | лит. Krikščionių demokratų sąjunga                                                           | 61 583    | 4,19  | 0          | 1          | 1     |
| Литовская крестьянская партия                                                                             | лит. Lietuvos valstiečių partija                                                             | 60 040    | 4,08  | 0          | 4          | 4     |
| Литовская христианско-демократическая партия                                                              | лит. Lietuvos krikščionių demokratų partija                                                  | 45 227    | 3,07  | 0          | 2          | 2     |
| Литовский центристский союз                                                                               | лит. Lietuvos centro sąjunga                                                                 | 42 030    | 2,86  | 0          | 2          | 2     |
| Умеренный консервативный союз                                                                             | лит. Nuosaikiųjų konservatorių sąjunga                                                       | 29 615    | 2,01  | 0          | 1          | 1     |
| Избирательная акция поляков Литвы                                                                         | лит. Lietuvos lenkų rinkimų akcija                                                           | 28 641    | 1,95  | 0          | 2          | 2     |
| Литовский народный союз «За справедливую Литву»                                                           | лит. Lietuvos liaudies sąjunga „Už teisingą Lietuvą“                                         | 21 583    | 1,47  | —          | —          | —     |
| Союз свободы Литвы                                                                                        | лит. Lietuvos laisvės sąjunga                                                                | 18 622    | 1,27  | 0          | 1          | 1     |
| Коалиция «Молодая Литва» Новый национальный союз Литовская партия политических заключённых                | лит. Jaunoji Lietuva лит. Naujųjų tautininkų sąjungą лит. Lietuvos politinių kalinių partija | 16 941    | 1,15  | 0          | 1          | 1     |
| Коалиция Союз литовских националистов Лига свободы Литвы                                                  | лит. Lietuvių tautininkų sąjunga лит. Lietuvos laisvės lyga                                  | 12 884    | 0,88  | —          | —          | —     |
| Литовская партия «Социал-демократия 2000»                                                                 | лит. Lietuvos partija „Socialdemokratija 2000“                                               | 7 219     | 0,49  | —          | —          | —     |
| Современный христианско-демократический союз                                                              | лит. Moderniųjų krikščionių demokratų sąjungos                                               | —         | —     | —          | 1          | 3     |
| Отечественная народная партия                                                                             | лит. Tevynes liaudies partija                                                                | —         | —     | —          | —          | —     |
| Республиканская партия                                                                                    | лит. Respublikonu partija                                                                    | —         | —     | —          | —          | —     |
| Литовская национально-демократическая партия                                                              | лит. Lietuvos nacionaldemokratu partija                                                      | —         | —     | —          | —          | —     |
| Социалистическая партия Литвы                                                                             | лит. Lietuvos socialistų partija                                                             | —         | —     | —          | —          | —     |
| Литовская демократическая партия                                                                          | лит. Lietuvos demokratu partija                                                              | —         | —     | —          | —          | —     |
| Литовская партия справедливости                                                                           | лит. Lietuvos teisingumo partija                                                             | —         | —     | —          | —          | —     |
| Литовский союз политзаключённых и ссыльных                                                                | лит. Lietuvos politiniu kaliniu ir tremtiniu sajunga                                         | —         | —     | —          | —          | —     |
| Независимые                                                                                               |                                                                                              | —         | —     | —          | 3          | 3     |
| Недействительные голоса                                                                                   |                                                                                              | 68 496    | —     | —          | —          | —     |
| Всего |                                                                                              | 1.539.743 | 100   | 70         | 71         | 141   |
| Зарегистрировано избирателей/Явка                                                                         |                                                                                              | 2 626 321 | 58,63 |            |            |       |

1. ↑  Также 2 депутата были избраны по спискам Либерального союза и Нового союза, всего 3 мандата

19 октября 2000 года Сейм избрал спикером лидера Нового союза Артураса Паулаускаса. 24 октября президент Валдас Адамкус назначил Роландаса Паксаса в качестве нового премьер-министра во главе четырёхпартийной правительственной коалиции, в которую вошли Литовский либеральный союз, Новый союз (социал-либералы), Литовский центристский союз и Современный христианско-демократический союз.